# Греъм Чапман
Греъм Чапман (на английски: Graham Chapman) е британски комик, един от шестимата членове и съсценаристи на „Монти Пайтън“ (заедно с Джон Клийз, Ерик Айдъл, Майкъл Палин, Тери Джоунс, Тери Гилиъм).

## Биография
Чапман е най-прочут с главните си роли в „Монти Пайтън и Светия граал“ (Крал Артур) и „Животът на Брайън“ (Брайън Коен).
Когато Чапман разкрива публично хомосексуалността си, възмутена гражданка пише до „Монти Пайтън“, че още в Библията ясно пишело какво ги чака хора като него. Ерик Айдъл шеговито отговаря: „Открихме го кой е. Изведохме го навън и го пребихме с камъни“.
Тежкият алкохолизъм на Чапман е причина за неразбирателства с останалите от групата. Това е и една от причините Джон Клийз да напусне „Летящия цирк“ след третия сезон. По време на най-лошия си период, Чапман пие по повече от два литра джин дневно.
Греъм Чапман умира от рак на 4 октомври 1989 г. Смъртта му е един ден преди 20-ата годишнина от първото излъчване на „Летящия цирк“.